# Monte Sacro Alto

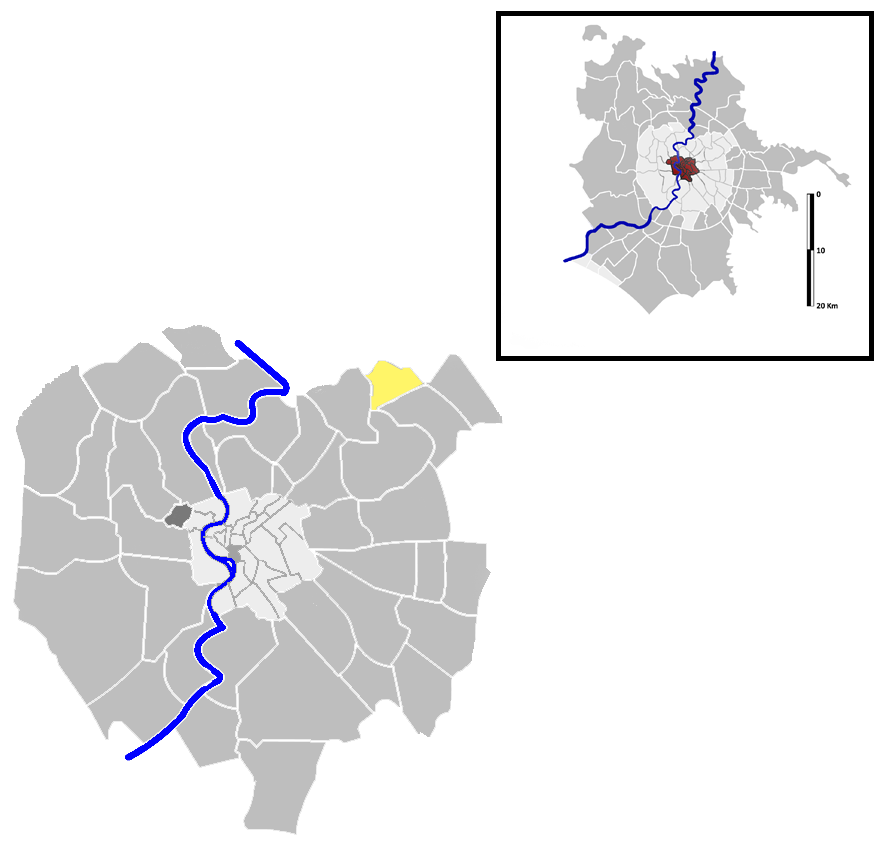
Lage von Monte Sacro Alto in Rom

Monte Sacro Alto ist ein Quartier im Nordosten der italienischen Hauptstadt Rom. Der Name leitet sich wie beim benachbarten Monte Sacro (Quartier) vom Hügel Mons Sacer ab. Von den Römern wird es auch als Talenti, nach der ursprünglichen Eigentümerfamilie, bezeichnet. Es wird als Q.XXVIII bezeichnet und ist Teil von Municipio III. Es hat 32.223 Einwohner und eine Fläche von 2,2629 km².
Es bildet die mit dem Code 4.c bezeichnete  zone urbanistiche  mit 33.662 Einwohnern und einer Fläche von 2,48 km².

## Geschichte
Die Familien Talenti und Giuseppe Tudini gründeten in den 1950er Jahren die „Impresa Tudini & Talenti“. Anfang der 1960er Jahre wurde das Unternehmen von der Gemeinde Rom autorisiert, auf dem Gelände zu bauen. Am 13. September 1961 wurde es dann zu einem Quartier umgewandelt.

## Besondere Orte
- Via Nomentana, antike römische Straße
- San Ponziano
- San Mattia
- San Giovanni Crisostomo
- Sant'AchilleKoordinaten: 41° 56′ 51,5″ N, 12° 33′ 14,9″ O